# Ministerstwo Nauki i Technologii (Izrael)
Ministerstwo Innowacji, Nauki i Technologii (hebr.: משרד החדשנות, המדע והטכנולוגיה) – izraelskie ministerstwo odpowiedzialne za inwestycje państwa w badania naukowe w priorytetowych dla państwa dziedzinach i łączenie ich z rozwojem przemysłu Izraela. Działania ministerstwa skupiają się na poprawie izraelskiej infrastruktury naukowej, mając na celu maksymalizację czerpanych korzyści z wiedzy gromadzonej przez izraelskich naukowców.
Ministerstwo utworzone zostało w 1982 r. pod nazwą Ministerstwa Nauki i Rozwoju. Przed powstaniem instytucji za dziedzinę nauki odpowiadała Rada Naukowa, a później Krajowa Rada Badań i Rozwoju w ramach Kancelarii Prezesa Rady Ministrów.
Aktualnym ministrem jest Ofir Akunis.

## Ministrowie
Lista ministrów nauki i technologii od czasu powstania:
| Imię i nazwisko      | Początek kadencji | Koniec kadencji      | Partia polityczna                   | Rząd     | Uwagi                        |
| -------------------- | ----------------- | -------------------- | ----------------------------------- | -------- | ---------------------------- |
| Juwal Ne’eman        | 26 lipca 1982     | 10 października 1983 | Likud                               | 19., 20. |                              |
| Gidon Patt           | 13 września 1984  | 22 grudnia 1988      | Likud                               | 21., 22. |                              |
| Ezer Wiezman         | 22 grudnia 1988   | 15 marca 1990        | Koalicja Pracy                      | 23.      |                              |
| Juwal Ne’eman        | 11 czerwca 1990   | 21 stycznia 1992     | Likud                               | 24.      |                              |
| Amnon Rubinstein     | 13 lipca 1992     | 31 grudnia 1992      | Merec                               | 25.      |                              |
| Szimon Szitrit       | 31 grudnia 1992   | 31 maja 1992         | Izraelska Partia Pracy              | 25.      |                              |
| Szulammit Alloni     | 31 maja 1993      | 22 listopada 1995    | Merec                               | 25., 26. |                              |
| Ze’ew Binjamin Begin | 18 czerwca 1996   | 18 stycznia 1997     | Likud                               | 27.      |                              |
| Binjamin Netanjahu   | 18 stycznia 1997  | 9 lipca 1997         | Likud                               | 27.      | równocześnie będąc premierem |
| Micha’el Etan        | 9 lipca 1997      | 9 lipca 1998         | Likud                               | 27.      |                              |
| Silwan Szalom        | 13 lipca 1998     | 6 lipca 1999         | Likud                               | 27.      |                              |
| Ehud Barak           | 6 lipca 1999      | 5 sierpnia 1999      | Jeden Izrael                        | 28.      | równocześnie będąc premierem |
| Mattan Wilnaj        | 5 sierpnia 1999   | 2 listopada 2002     | Jeden Izrael, zraelska Partia Pracy | 28., 29. |                              |
| Eli'ezer Sandberg    | 28 lutego 2003    | 19 lipca 2004        | Szinui                              | 30.      |                              |
| Ilan Szalgi          | 24 lipca 2004     | 29 listopada 2004    | Szinui                              | 30.      |                              |
| Wiktor Brailowski    | 29 listopada 2004 | 4 grudnia 2004       | Szinui                              | 30.      |                              |
| Mattan Wilnaj        | 7 listopada 2005  | 23 listopada 2005    | Izraelska Partia Pracy              | 30.      |                              |
| Roni Bar-On          | 18 stycznia 2006  | 4 maja 2006          | Kadima                              | 30.      |                              |
| Ofir Pines-Paz       | 4 maja 2006       | 1 listopada 2006     | Izraelska Partia Pracy              | 31.      |                              |
| Juli Tamir           | 5 listopada 2006  | 21 marca 2007        | Izraelska Partia Pracy              | 31.      | p.o.                         |
| Raleb Madżadele      | 21 marca 2007     | 31 marca 2009        | Izraelska Partia Pracy              | 31.      |                              |
| Danijjel Herszkowic  | 31 marca 2009     | 18 marca 2013        | Żydowski Dom                        | 32.      |                              |
| Ja’akow Peri         | 18 marca 2013     | 18 marca 2013        | Jest Przyszłość                     | 33.      |                              |
| Danny Danon          | 14 maja 2015      | 4 grudnia 2014       | Likud                               | 34.      |                              |
| Ofir Akunis          | 27 sierpnia 2015  | 27 sierpnia 2015     | Likud                               | 34.      |                              |
| Jizhar Szaj          | 17 maja 2020      | 12 stycznia 2021     | Niebiesko-Biali                     | 35.      |                              |
| Orit Farkasz Hakohen | 13 czerwca 2021   | 29 grudnia 2022      | Niebiesko-Biali                     | 36.      |                              |
| Ofir Akunis          | 29 grudnia 2022   |                      | Niebiesko-Biali                     | 37.      |                              |